# Spookkasteel (Pretpark de Valkenier)
Het Spookkasteel was een darkride in het Nederlandse attractiepark De Valkenier te Valkenburg aan de Geul in Limburg.

## Geschiedenis
Anno 2020 is er weinig bekend over de oorsprong van de attractie. De attractie is nieuw aangekocht door de derde-generatie eigenaar van het park.
Het spookhuis werd voorgoed afgebroken in 2022, toen het voormalig attractiepark De Valkenier noodgedwongen moest sluiten, veroorzaakt door de overstromingen in Valkenburg gedurende 2021.

## Beschrijving & techniek
Van buiten was het gebouw gethematiseerd als kasteelruïne. Van binnen bevatte de attractie in elke bocht één zwarte houten "kist" met daarin enkele (bewegende) decorstukken, zoals eenvoudige animatronics. Om te voorkomen dat bezoekers deze decorstukken konden aanraken, was elke kist voorzien van een metalen gaas dat de decorstukken beschermt. Het gebouw was in kleinere delen opgesplitst door zwarte houten wanden. De gehele rit duurde zo'n anderhalve minuut.
Bezoekers werden vervoerd in elektrisch aangedreven tweepersoons voertuigen, die op lage snelheid een enkel spoor op de vloer volgden. Dit spoor zorgde tevens voor de stroomtoevoer van de voertuigen. Slechts een van de twee starre achterwielen van de voertuigen werden gebruikt voor de aandrijving. De compacte loods waarin de attractie stond was opgetrokken uit golfplaten met een bakstenen basis. Het controlepaneel van de attractie bevond zich vlak naast de dubbele klapdeuren waardoor de voertuigen uit het station vertrokken. Deze klapdeuren waren ook bij de uitgang van de attractie te vinden en werden niet geopend door een elektrisch systeem, maar doordat voertuigen ertegenaan reden.